# ОМШ „Бранко Смиљанић” Градишка
ОМШ „Бранко Смиљанић” је основна музичка школа на подручју града Градишке. Налази се на адреси Младена Стојановића бб. Име је добила по Бранку Смиљанићу првом директору ове школе.

## Историјат
Прву музичку школу у Градишци основала је "Просвјета" 1934. године. Била је смјештена у Ђачком дому, а имала је 20 ученика, виолинску и клавирску секцију. Општина и "Просвјета" поклонили су школи клавир и пијанино. Светислав Тиса Милосављевић, бан Врбаске бановине, даровао је школи приручну библиотеку. Због финансијских потешкоћа и недостатка кадра, 1938. обустављен је њен рад. Доласком брачног пара Смиљанић, Татјане и Бранка, 1955. поново је почела да ради, под називом Нижа музичка школа. Радила је у Дому синдиката, а имала је стотинак ученика, на одсјецима за клавир и виолину. Када је породица Смиљанић отишла из Градишке у Бихаћ, 1959. године, школа је престала да ради. Поново је отворена 1975, али као подручно одјељење Музичке школе из Бање Луке. Радила је у просторијама Народног универзитета, одакле се 1989. преселила у ОШ "Васа Чубриловић", у чијем саставу је радила до краја 2002. године. Основна музичка школа "Бранко Смиљанић" у Градишци. Због повећаног броја ученика, октобра 2002. школа је постала самостална установа, под именом Основна музичка школа "Бранко Смиљанић". Децембра исте године добила је и нови простор за рад. Имапа је 148 ученика, на одсјецима за клавир, хармонику, гитару и виолину, и осам наставника. Одсјек за флауту отворен је 2005, када је основано и подручно одјељење у Козарској Дубици, rдje су четири наставника радила са 58 ученика, на одсјецима за клавир, хармонику и гитару. Основна музичка шкала "Бранко Смиљанић" има пет одсјека. Носи име првог директора и наставника ове школе, чија је кћерка Радмила Смиљанић првакиња Београдске опере.